# Championnat du Qatar de football 2008-2009
Navigation
Saison précédente Saison suivante
La saison 2008-2009 du Championnat du Qatar de football est la quarante-cinquième édition du championnat national de première division au Qatar. Les dix meilleures équipes du pays sont regroupées au sein d'une poule unique où elles s'affrontent trois fois au cours de la saison. En fin de saison, pour permettre le passage du championnat de 10 à 12 équipes, il n'y a pas de relégation et les deux meilleurs clubs de deuxième division sont promus.
C'est le club d'Al-Gharafa Sports Club, tenant du titre, qui remporte à nouveau la compétition, après avoir terminé en tête du classement final, avec quatre points d'avance sur un duo composé du Sadd Sports Club et d'Al-Rayyan SC. C'est le 6e titre de champion du Qatar de l'histoire du club, qui réussit même le doublé en s'imposant en finale de la Coupe du Qatar face à Al Rayyan.

## Qualifications continentales
Le vainqueur du championnat ainsi que le gagnant de la Coupe du Qatar se qualifient pour la Ligue des champions. Si un club réalise le doublé, c'est le vice-champion qui obtient sa qualification. 
De plus, les deux meilleurs clubs au classement non qualifiés pour la Ligue des champions participent à la Coupe des clubs champions du golfe Persique.

## Les clubs participants
| - Al-Rayyan SC - Al-Arabi Sports Club - Al-Sailiya Sports Club - Al-Khor Sports Club - Al-Gharafa Sports Club | - Qatar SC - Sadd Sports Club - Umm Salal SC - Al Kharitiyath Sports Club - Promu de D2 - Al-Wakrah Sports Club |

## Compétition

### Classement
Le classement est établi sur le barème de points classique (victoire à 3 points, match nul à 1, défaite à 0).
| Rang | Équipe                         | Pts | J  | G  | N  | P  | Bp | Bc | Diff |
| ---- | ------------------------------ | --- | -- | -- | -- | -- | -- | -- | ---- |
| 1    | Al-Gharafa Sports Club (T) (C) | 56  | 27 | 17 | 5  | 5  | 56 | 33 | +23  |
| 2    | Sadd Sports Club               | 52  | 27 | 15 | 9  | 3  | 60 | 25 | +35  |
| 3    | Al-Rayyan SC                   | 52  | 27 | 15 | 7  | 5  | 62 | 35 | +27  |
| 4    | Qatar SC                       | 43  | 27 | 11 | 10 | 6  | 42 | 36 | +6   |
| 5    | Al-Khor Sports Club            | 40  | 27 | 9  | 13 | 5  | 38 | 28 | +10  |
| 6    | Umm Salal SC                   | 35  | 27 | 9  | 8  | 10 | 46 | 45 | +1   |
| 7    | Al-Arabi Sports Club           | 29  | 27 | 8  | 5  | 14 | 37 | 51 | -14  |
| 8    | Al-Wakrah Sports Club          | 27  | 27 | 8  | 3  | 16 | 32 | 56 | -24  |
| 9    | Al-Sailiya Sports Club         | 20  | 27 | 5  | 5  | 17 | 31 | 58 | -27  |
| 10   | Al Kharitiyath Sports Club (P) | 15  | 27 | 3  | 6  | 18 | 19 | 59 | -40  |

|  | Qualification pour la Ligue des champions de l'AFC 2010                      |
|  | Qualification pour la Coupe des clubs champions du golfe Persique 2009-2010  |
|  | (T) : Tenant du titre (C) : Vainqueur de la Coupe du Qatar (P) : Promu de D2 |

## Bilan de la saison
| Championnat du Qatar de football 2008-2009                        |                                             |
| Champion                                                          | Al-Gharafa Sports Club (6e titre)           |
| Coupes et trophées                                                |                                             |
| Vainqueur de la Coupe du Qatar 2008-2009                          | Al-Gharafa Sports Club                      |
| Qualifications continentales                                      |                                             |
| Ligue des champions de l'AFC 2010                                 | Al-Gharafa Sports Club                      |
| Ligue des champions de l'AFC 2010                                 | Sadd Sports Club                            |
| Coupe des clubs champions du golfe Persique 2009-2010             | Qatar SC                                    |
| Coupe des clubs champions du golfe Persique 2009-2010             | Al-Khor Sports Club                         |
| Promotions et relégations                                         |                                             |
| Promus en Qatar Stars League                                      | Al Ahly Doha                                |
| Promus en Qatar Stars League                                      | Al Shamal                                   |
| Relégués en Championnat du Qatar de football de deuxième division | Aucun (passage du championnat à 12 équipes) |